# Y.OzFont
Y.OzFontとは複数の手書き書体からなるフォントファミリである。ペン字版、毛筆版、英字版などがあり、複数のかな種がある。またアスキーアート向けのMS Pゴシック幅互換のものや、メイリオ互換のものもある。

## 対応文字種
JIS X 0208の1997対応版と2004対応版がある。また、いくつかのフォントはOpenTypeのFeature Tagに対応している。